# ماجد أل-حاج
ماجد أل-حاج هو لاعب كرة قدم سوري في مركز الهجوم، ولد في 6 أبريل 1985 في دمشق في سوريا. شارك مع منتخب سوريا تحت 20 سنة لكرة القدم ومنتخب سوريا تحت 23 سنة لكرة القدم ومنتخب سوريا لكرة القدم. أما مع النوادي، فقد لعب مع نادي اتحاد الرمثا ونادي الجيش ونادي الرمثا ونادي الوحدة.

## وصلات خارجية
- ماجد أل-حاج على موقع الاتحاد الدولي (مؤرشف)  (الإنجليزية)
- ماجد أل-حاج على موقع قاعدة بيانات كرة القدم.إي يو (الإنجليزية)
- ماجد أل-حاج على موقع عالم كرة القدم.نت (الإنجليزية)